# Гурзаул
Гурзаул или Гурзули (абх. Гәырзаул, груз. ღურზული [Гурзули]) — село в Абхазии, в Гулрыпшском районе частично признанной Республики Абхазия, согласно административному делению Грузии — в Гульрипшском муниципалитете Абхазской Автономной Республики. Расположено к востоку от села Мерхеул.

## Население
В 1959 году в селе Гурзули жило 697 человек, в основном грузины (в Мерхеульском сельсовете в целом — 3076 человек, в основном грузины, армяне и русские). В 1989 году в селе жило 624 человека, в основном грузины.
В 1867 году из села Гурзаул в Турцию было выселено коренное абхазское население.